# Ершов, Всеволод Петрович
Всеволод Петрович Ершов (12 июля 1921, Казань — 9 сентября 1994, Волгоград) — советский и российский журналист, автор сценария хроникально-документального фильма «Страницы Сталинградской битвы», 1967 год, автор книг, многочисленных судебных очерков, фельетонов, статей по международному обозрению, участник Сталинградской битвы, разведчик.

## Биография
Родился 12 июля 1921 года (11 июля 1921 года по копии Выписи о рождении, в Ягодной слободе, по улице Память 25 Октября, в доме А 538), в Казани первым ребёнком, в семье бывшего депутата Государственной думы Российской империи I созыва Петра Андреевича Ершова (43 года).

#### До призыва в рядыРККА
В октябре 1938 года вступил в ВЛКСМ.
Школу окончил в Казани в 1939 году и поступил в Казанский юридический институт С. С. С. Р. — Н. К. Ю. Интерес к криминалистике у В. П. Ершова не пропадал на протяжении всей жизни, поскольку будучи уже журналистом публиковал много судебных очерков. Он был призван на военную службу на 1 курсе обучения.

#### После призыва в рядыРККА
Служил в рядах РККА рядовым и на должностях сержантского состава с 15 сентября 1939 года по 10 мая 1943 года, военную присягу принял 6 ноября 1939 года, однако первую зимнюю сессию в институте, в январе 1940 года успешно сдал во время прохождения военной службы. (Возможно, что после поступления в вышеуказанный институт все студенты принимали присягу и считались военнослужащими.)
Участвовал в боях на фронтах Великой Отечественной войны с июля 1941 года по февраль 1943 года.
С июля по август 1941 года служил на Западном фронте секретарём бюро ВЛКСМ, с октября 1941 года — помощником командира взвода разведки. Получил ранение и 5 месяцев лечился в госпитале в Таджикистане, в городе Исфара. Был признан инвалидом Отечественной войны и уволен из армии, но добился повторного направления в действующую армию на Сталинградский фронт.
Продолжил участвовать в боевых действиях на Сталинградском фронте с октября 1942 года по февраль 1943 года в должности командира взвода дивизионной разведки 3-й гвардейской стрелковой дивизии, 2-й гвардейской армии под командованием Р. Я. Малиновского.
В 1943 году был повторно ранен и госпитализирован. На лечении находился в городе Сызрани. После лечения признан негодным к военной службе. (Однако, по записи в военном билете, звание капитана присвоено В. П. Ершову в 1966 году, что, вероятно, связано с присвоением звания офицера запаса после окончания высшего учебного заведения и зачислением в политический состав Советской Армии. В. П. Ершов исключается с воинского учёта по достижении предельного возраста 31 декабря 1976 года).

#### После увольнения из рядовРККА
В 1943 году, после увольнения из рядов РККА, вернулся в Казань. В период с мая по июнь 1943 года работал инструктором, затем секретарём Казанского горкома ВЛКСМ по военной работе, вступил в ВКП(б) в октябре 1944 года, очно учился в Центральной комсомольской школе при ЦК ВЛКСМ в Москве с января 1945 года, которую окончил в октябре 1946 года.
Во время учёбы познакомился со своей будущей супругой Надеждой Михайловной Шевцовой. В последующем — Н. М. Шевцова работала директором Государственного музея обороны Царицына — Сталинграда имени И. В. Сталина.
В октябре 1946 года В. П. Ершов был направлен на восстановление Сталинграда — на должность второго секретаря Сталинградского обкома ВЛКСМ. (В 1946 году исполнял обязанности первого секретаря обкома ВЛКСМ.)
21 декабря 1947 года был избран депутатом Городского Совета депутатов трудящихся города Сталинграда Сталинградской области РСФСР от избирательного округа № 463.
На должности второго секретаря Областного комитета ВЛКСМ работал до февраля 1949 года.
В дальнейшем был переведён на работу ответорганизатором Оргинструкторского отдела ЦК ВЛКСМ в Москву, затем на должность ответорганизатора комсомольских органов ЦК ВЛКСМ, где работал до апреля 1950 года.
Заочно учился с 1946 года на историческом факультете Сталинградского педагогического института и окончил его в 1949 году по специальности «учитель истории».
В 1947 году поступил в Заочную Высшую Партийную школу при ЦК ВКП(б), слушателем которой являлся до марта 1949 года.
Во время работы в Москве неоднократно обращался в Секретариат ЦК ВЛКСМ и просил направления в Сталинград на должность преподавателя истории. В апреле 1950 года Секретариат ЦК ВЛКСМ удовлетворил просьбу и В. П. Ершов был освобождён от работы в ЦК ВЛКСМ в связи с переходом на преподавательскую работу, вернулся в Сталинград. Сразу же, после приезда, стал готовиться к чтению лекций в Сталинградском педагогическом институте, однако штаты на кафедре истории были сокращены, и Обком КПСС предложил работу заведующим отделом пропаганды областной газеты. Считая эту должность временной и совсем не зная газетного дела, предполагая работать в дальнейшем преподавателем, В. П. Ершов просил назначить его литературным сотрудником. На эту должность он и был назначен в августе 1950 года, а уже в октябре 1950 года, вопреки его желанию, заведующим отделом пропаганды газеты «Сталинградская правда», а затем с мая 1954 года по февраль 1963 года — заместителем редактора газеты «Волгоградская Правда».  В. П. Ершов совместно с А. М. Шейниным написали сценарий спектакля «Сталинградский дневник» для Волгоградского драматического театра имени М. Горького.
Основным наставником и помощником В. П. Ершова в этот непростой период жизни становится главный редактор газеты — Алексей Монько.
С февраля 1963 года по июль 1968 года работал председателем Волгоградского областного комитета по радиовещанию и телевидению. На телевидении он был самым творческим, интересным и беспокойным из руководителей.
14 марта 1965 года был избран депутатом Волгоградского городского Совета депутатов трудящихся Волгоградской области РСФСР от избирательного округа № 408, а 12 марта 1967 года избирался депутатом Волгоградского городского Совета депутатов трудящихся Волгоградской области РСФСР от избирательного округа № 236.
В период, когда В. П. Ершов работал председателем Волгоградского областного комитета по радиовещанию и телевидению, был создан документальный фильм «Страницы Сталинградской битвы» и принято решение построить новую телестудию.
К приезду президента США Дуайта Эйзенхауэра в Волгограде начали возводить выставочный павильон в районе площади Возрождения. Поставили каркас, сделали крышу, но отношения между СССР и США ухудшились, и важный гость не приехал. В. П. Ершов предложил перенести эту конструкцию на Мамаев курган, рядом с телестудией и преобразовать его в павильон для телевизионных нужд. Павильон телестудии строился 8 лет, и получилась большая студия (700 квадратных метров), какой не было в других городах.

## Создание хроникально-документального многосерийного фильма «Страницы Сталинградской битвы»
Является автором сценария хроникально-документального фильма «Страницы Сталинградской битвы» и благодаря ему удаётся создать этот фильм.
Режиссёром Виктором Магатаевым при непосредственном участии своей супруги — Анастасии Ивановны Осокиной был снят фильм на основе архивных документов СССР, Германии и включает в себя 7 серий: «На степных рубежах», «23 августа», «Дни и ночи», «Операция Уран», «Разгром Манштейна», «Кольцо сжимается», «Победа». В фильмах Волгоградского комитета по телевидению и радиовещанию приняли участие выдающиеся военачальники Маршалы Советского Союза Г. К. Жуков, А. М. Василевский, К. К. Рокоссовский, А. И. Ерёменко, В. И. Чуйков, маршал артиллерии В. И. Казаков, генерал армии П. И. Батов, генерал-полковник М. С. Шумилов, бывший секретарь Сталинградского обкома ВКП(б) А. С. Чуянов и другие.
Всеволод Ершов и Виктор Магатаев вместе ездили к Георгию Константиновичу Жукову  на дачу, где была снята часть материала для фильма. 
В 60-е годы XX века эти фильмы о Сталинградской битве тиражировались по всем телестудиям страны, показаны по Центральному телевидению и за рубежом. Аудитория зрителей составила несколько миллионов человек.
Работа над созданием фильма «Страницы Сталинградской битвы» совпадала с завершением строительных работ по созданию мемориала «Героям Сталинградской битвы» на Мамаевом кургане архитектором Е. В. Вучетичем. Во время озвучивания памятника-ансамбля, что являлось весьма непростой задачей, В. П. Ершов пригласил принять участие в этой работе режиссёра Виктора Магатаева, представив его скульптору Евгению Вучетичу. Работы над озвучиванием длились около трёх лет.

## После выхода в эфир фильма «Страницы Сталинградской битвы»
После выхода в эфир многосерийного документального фильма «Страницы Сталинградской битвы» у В. П. Ершова возникли принципиальные разногласия с членами Волгоградского обкома КПСС из-за категорического отказа Всеволода Петровича Ершова включить в фильм лиц, не имеющих какого-либо отношения к съёмкам и/или боевым действиям во время Сталинградской битвы. Первый секретарь Волгоградского обкома КПСС на тот момент — Леонид Сергеевич Куличенко.
Существует и другая версия обострений отношений Всеволода Петровича Ершова и Волгоградского областного комитета КПСС: 1967 год — третья война между Израилем и рядом арабских государств, так называемая «Шестидневная война». «Не простило» бюро обкома В. П. Ершова за то, что «не тех пожалел во время этого военного конфликта», как пишет Александр Рувинский на основе интервью у Бориса Васильевича Степанова.
В. П. Ершов был освобождён от занимаемой должности и вынужденно оставил работу председателем Волгоградского областного комитета по радиовещанию и телевидению. С июля 1968 года вернулся в коллектив газеты «Волгоградская Правда» на должность заведующего отделом пропаганды, а с сентября 1970 года работал заведующим отделом партийной жизни и членом редакционной коллегии, но непосредственно журналистику не оставил и продолжал писать и публиковаться. В. П. Ершовым была написана повесть «На переломе». Эта повесть обсуждалась в личной переписке В. П. Ершова и А. С. Чуянова. Рукописи не найдены к 2015 году. В своём письме от 4 марта 1969 года к В. П. Ершову, Алексей Чуянов называл Ершова человеком строптивым.
В ноябре 1981 года В. П. Ершов ушёл на пенсию, однако его зачислили в штаб редакции на должность заведующего сетью собственных корреспондентов («собкоров»), где он продолжал трудиться до мая 1984 года и уволился по собственному желанию.
Любимыми книгами В. П. Ершова были — «Одиссея капитана Блада», детективы, «Двенадцать стульев», «Золотой телёнок», а любимым местом прогулок — Центральная набережная Волгограда.
Умер 9 сентября 1994 года в своей квартире в Волгограде в возрасте 73 лет, в окружении родных и близких ему людей.
До последних дней своей жизни у В. П. Ершова сохранялись дружеские отношения с кинорежиссёром фильма «Страницы Сталинградской битвы» Виктором Магатаевым и его семьёй, а также с известной поэтессой из Волгограда, Маргаритой Агашиной.
В. П. Ершов похоронен в Волгограде на Димитриевском (Центральном) кладбище, а позже рядом с его могилой была погребена супруга Всеволода Петровича Ершова — Надежда Михайловна Шевцова.

## Награды[36]
1. Медалью «За доблестный труд в Великой Отечественной войне 1941—1945 гг.», удостоверение к медали Е № 0023417 от 16 февраля 1946 года,
2. Орденом «Знак Почёта», № ордена 105864 , орденская книжка — В № 702896 от 29 декабря 1948 года,
3. Медалью «За освоение целинных земель», удостоверение к медали А № 315214, медаль вручена 31 августа 1957 года,
4. Медалью «За трудовую доблесть», удостоверение к медали — Е № 799916 от 20 ноября 1958 года,
5. Значок участника строительства Сталинградской ГЭС, выписка из приказа начальника строительства Сталинградской гидроэлектростанции, Сталинградгидрострой, № 345/л, 10 сентября 1961 г., г. Волжский, Сталинградской области,
6. Юбилейной медалью «Двадцать лет Победы в Великой Отечественной войне 1941—1945 гг.», медаль вручена 19 октября 1965 года,
7. Орденом «Знак Почёта», № ордена 516361, орденская книжка — Е № 096113, Указ Президиума Верховного Совета СССР от 08 сентября 1966 года,
8. Юбилейной медалью «За доблестный труд в ознаменование 100-летия со дня рождения Владимира Ильича Ленина», 24 марта 1970 года,
9. За доблесть и отвагу в Великой Отечественной войне знаком «25 лет Победы в Великой Отечественной войне» в 1970 году,
10. Знаком «Победитель социалистического соревнования 1974 года», 29 января 1975 года,
11. Юбилейной медалью «Тридцать лет Победы в Великой Отечественной войне 1941——1945 гг.», 03 мая 1975 года,
12. Медалью «За трудовую доблесть», удостоверение к медали — З № 862698 от 20 января 1977 года. Указ Президиума Верховного Совета СССР от 23 декабря 1976 года,
13. Юбилейной медалью «60 лет Вооружённых Сил СССР», медаль вручена 23 февраля 1978 года,
14. Медалью «Ветеран труда», 05 ноября 1981 года,
15. Серебряной медалью «За достигнутые успехи в развитии народного хозяйства СССР», Удостоверение к медали № 15615, постановление № 995 — Н от 11 декабря 1981 года, Главный комитет ВДНХ СССР,
16. Орденом «Отечественной войны II степени», орденская книжка — Б № 606015, № ордена 2753215, Указ Президиума Верховного Совета СССР от 11 марта 1985 года,
17. Юбилейной медалью «Сорок лет Победы в Великой Отечественной войне 1941—1945 гг.», участнику войны, медаль вручена 8 мая 1985 года.

## Семья[37]
- Отец — Ершов Пётр Андреевич (род. 1878 — ум. 1939). На момент рождения сына П. А. Ершов — заведующий хозяйством Казанского Порохового завода.

- Мать — Ершова Вера Павловна (урождённая Козлова) (в 1921 году — домохозяйка, 28 лет). В дальнейшем — учитель, скончалась в 1972 году.

В строке «постоянное место проживание родителей» — Вятская губерния, Яранский уезд, Сметанинская волость, деревня Заречная? (в копии Выписи о рождении от 29 июля 1921 года написано неразборчиво). 
- Сестра — Зоя Петровна (урождённая Ершова), родилась, жила и похоронена в Казани.

- Жена — Надежда Михайловна Шевцова(род. 20. 09. 1918 — ум. 26. 07. 1999). Брак зарегистрирован в ЗАГСе Перовского района города Москвы 27 февраля 1947 года. Работала с 1941 г. по 1946 г. в ЦК ВЛКСМ в Москве, с 1948 г. в должности экскурсовода, затем заведующей отделом, главным хранителем фондов, в 1951 г. заместителем директора по научной части, а с 1957 г. по 1960 г. — директором Государственного музея обороны Царицына — Сталинграда имени И. В. Сталина в городе Сталинграде. Захоронена в Волгограде, рядом с могилой Всеволода Петровича Ершова на Димитриевском (Центральном) кладбище.

- Дочь — Любовь Всеволодовна Ершова, родилась в 1949 году. Главный редактор журнала «Работница».

- Сын — Владимир Всеволодович Ершов, родился в 1954 году.